# Draba scotteri
Draba scotteri är en korsblommig växtart som beskrevs av Gerald Alfred Mulligan. Draba scotteri ingår i släktet drabor, och familjen korsblommiga växter. Inga underarter finns listade i Catalogue of Life.